# 비비 (홍콩의 가수)
비비(본명: 웡가헤이, 중국어 정체자: 黃珈熙, 병음: Huáng Jiāxī 황자시[*], 한자음: 황가희, 광둥어: Wong4 Gaa1 Hei1, 영어: Viian Wong 비앤 웡[*], 1996년 12월 9일~)은 홍콩의 가수로, 대한민국의 걸 그룹 이달의 소녀, Loossemble의 멤버이다.

## 경력
1996년 영국령 홍콩 튄문구에서 태어났으며, 출생명은 "아리"였으나 1997년 홍콩반환때 후에 "가희"(珈熙)로 바꿨다. 대한민국으로 건너가기 전 홍콩에서 패션 모델로 활동했으며, 2017년 2월 13일에 이달의 소녀의 5번째 멤버로 공개되었다. 3월 13일에 희진, 현진, 하슬과 함께 이달의 소녀의 첫 유닛인 이달의 소녀 1/3로 활동을 시작했으며, 4월 17일 솔로 음반 《ViVi》(비비)가 발매되었다.
2018년 8월 20일 미니 1집 《[+ +]》(플러스 플러스)를 발매하며 이달의 소녀 완전체로 공식적으로 활동을 시작했다. 데뷔 당시 이달의 소녀 구성원 중 최연장자이다.